# Bonde (Lévrière)
Die Bonde ist ein kleiner Fluss im Nordwesten von Frankreich, der im Département Eure der Region Normandie südöstlich der Stadt Rouen verläuft.

## Geografie

### Verlauf
Die Bonde entspringt unter dem Namen Le Sec im westlichen Gemeindegebiet von Nojeon-en-Vexin, entwässert generell Richtung Ostsüdost durch die Landschaft Vexin Normand und mündet nach rund 18 Kilometern im Gemeindegebiet von Bézu-Saint-Éloi als rechter Nebenfluss in die Lévrière. Im Unterlauf entwässert die Bonde in zwei parallel verlaufenden Flussarmen, die sich kurz vor der Mündung wieder vereinigen.

### Durchquerte Gemeinden
(Reihenfolge in Fließrichtung)
- Nojeon-en-Vexin
- Doudeauville-en-Vexin
- Étrépagny
- Chauvincourt-Provemont
- Gamaches-en-Vexin
- Bernouville
- Bézu-Saint-Éloi